# Павленко, Вероника Евгеньевна
Верони́ка Евге́ньевна Павле́нко (Ни́ка Павленко, урождённая Лавре́нтьева, псевдоним Царе́вна Буду́р; род. 25 апреля 1966, Уфа) — российская художница по текстилю, педагог, куратор, галерист.

## Биография
Вероника Лаврентьева родилась 25 апреля 1966 года в городе Уфе Башкирской АССР.
В 1981 году поступила и в 1985 году окончила Уфимское училище искусств. После окончания до 1987 года работала маляром в землеройном управлении в Уфе. С 1987 по 1989 год работала художником в экспериментальной лаборатории художественно-промышленного объединения «Агидель» (Уфа). В 1989—1990 годах была радисткой промышленной радиостанции в Южном Йемене.
В 1990—1993 годах жила в Сочи и преподавала в детской художественной школе. С 1994 по 1996 год преподавала в детской художественной школе Люберец. В 1996 году открыла частную детскую студию в посёлке Октябрьский Люберецкого района Московской области, которую закрыла в 1998 году.
В 2000 году окончила художественно-графический факультет Московского государственного открытого педагогического университета имени М. А. Шолохова.
В 2001 году создала галерею «Царевна Будур» в павильоне «Культура» на ВВЦ в Москве, существовавшую там до 2004 года. В 2004 году организовала и провела полугодовой уличный фестиваль «Каникулы Царевны Будур» на ВВЦ. В том же году переоткрыла галерею «Царевна Будур» на Остоженке (дом 13) и закрыла её в 2006 году. В 2006—2008 годах летняя галерея «Царевна Будур» работала в саду Эрмитаж. В 2004—2008 годах обучалась также в Фольклорной студии Дмитрия Фокина.
В августе 2009 года организовала экспедицию из шести человек в Индонезию с целью изучения традиционного яванского батика. В августе 2010 года организовала экспедицию из 5 человек на Южный Урал с целью изучения курая.
В 2008 году начала работать в Особых мастерских Технологического колледжа № 21 Москвы.
В 2009 году открыла домашнюю изостудию «Ника» для студентов и выпускников колледжа. Студия позднее была переименована в «Особые художники» и в настоящее время работает в Москве. Она не имеет постоянного места и с 2009 по 2019 год несколько раз переезжала в разные помещения в центре Москвы.

### Семья
- Отец — Евгений Александрович Лаврентьев (р. 1940), инженер-строитель.
- Мать — Вера Владимировна Лаврентьева (урождённая Пляскина, р. 1940), инженер-строитель.
- Дядя — Сергей Александрович Лаврентьев (1940—1999), кинооператор документального кино, фотограф.
- Братья:
  - Александр Евгеньевич Лаврентьев, поэт-палиндромист.
  - Дмитрий Евгеньевич Лаврентьев, юрист.
- Дети:
  - Пётр
  - Мария

## Участие в творческих организациях
- Член Международной федерации художников ЮНЕСКО (IFA) (с 1996)[5][6]

## Выставки

### Персональные выставки
- 2007 — Центральный дом художника (Москва)
- 2006 — Центральный дом художника (Москва)
- 2005—2006 — «Узелки на память» (художественный текстиль) (Центральный дом художника, Москва 27 декабря 2005 года — 8 января 2006 года)[7].
- 2004 — Центральный дом художника (Москва)
- 2003 — Центральный дом художника (Москва)
- 2002 — Центральный дом художника (Москва)
- 2001 — Центральный дом художника (Москва)
- 1999 — Центральный дом художника (Москва)
- 1998 — Центральный дом художника (Москва)
- 1997 — Центральный дом художника (Москва)
- 1996 — Центральный дом художника (Москва)

### Групповые выставки
- 2010 — Ярмарка «Другие вещи», (Москва)
- 2009 — «Сны о белой реке», Москва, Полномочное представительство Республики Башкортостан[8].
- 2009 — Ярмарка «Другие вещи», Москва.
- 2009 — Фестиваль «Золотая Кувшинка», Путивль.
- 2008 — Ростов, дом творчества «ХОРС».
- 2008 — Москва, сад Эрмитаж.
- 2008 — Ярмарка «Другие вещи», Москва.
- 2008 — Фестиваль «Золотая Кувшинка», Путивль.
- 2008 — Сергиев Посад.
- 2007 — Москва, сад Эрмитаж.
- 2007 — Фестиваль «Золотая Кувшинка», Путивль
- 2007 — Уфа.
- 2005 — Москва, сад Эрмитаж.
- 2005 — Сергиев Посад.
- 2004 — Фестиваль «Золотая Кувшинка», Путивль.
- 2004 — Фестиваль народного творчества «Каникулы Царевны Будур», Москва, ВВЦ.
- 2003 — «По дороге не ссорьтесь» (выставка сочинских художников), Москва, Центральный дом художника[9].
- 2001 — Две выставки в рамках фестиваля FAUN Чехия.
- 1992 — «Гильдия красивых», Сочи.
- 1991 — «Гильдия красивых», Сочи.
- 1990 — «Гильдия красивых», Сочи.
- 1988 — Уфа
- 1987 — Уфа
- 1986 — Уфа